# Campeonato Europeo de Gimnasia Rítmica de 2010
El XXVI Campeonato Europeo de Gimnasia Rítmica se celebró en Bremen (Alemania) entre el 16 y el 18 de abril de 2010 bajo la organización de la Unión Europea de Gimnasia (UEG) y la Federación Alemana de Gimnasia.
Las competiciones se realizaron en la Bremen Arena de la ciudad alemana. 

## Resultados
| Evento                                    | Oro                                     | Plata                                  | Bronce                                 |
| ----------------------------------------- | --------------------------------------- | -------------------------------------- | -------------------------------------- |
| Concurso completo ind. (16.04)            | Evgenia Kanayeva · Rusia · 115,900 pts. | Daria Kondakova · Rusia · 113,725 pts. | Aliya Garayeva Azerbaiyán 111,375 pts. |
| Grupos 5 con aro (18.04)                  | Rusia · 28,200                          | Bielorrusia · 27,650                   | Italia · 27,625                        |
| Grupos 3 con cinta + 2 con cuerda (18.04) | Rusia · 27,600                          | Italia · 27,300                        | Bielorrusia · 27,175                   |
| Grupos concurso completo (17.04)          | Rusia · 54,500                          | Italia · 53,925                        | Bielorrusia · 53,600                   |

## Medallero
| Núm. | País        | Oro | Plata | Bronce | Total |
| ---- | ----------- | --- | ----- | ------ | ----- |
| 1    | Rusia       | 4   | 1     | 0      | 5     |
| 2    | Italia      | 0   | 2     | 1      | 3     |
| 3    | Bielorrusia | 0   | 1     | 2      | 3     |
| 4    | Azerbaiyán  | 0   | 0     | 1      | 1     |
|      | TOTAL       | 4   | 4     | 4      | 12    |